# Fred Benfield
Angus Frederick »Fred« Benfield (kasneje Kirkham) * 1937, † 25. oktober 2007.
Benfield je za Avstralijo nastopil kot veslač v osmercu, ki je na Poletnih olimpijskih igrah 1956 v Melbournu osvojil bronasto medaljo.  